# Probabilitat condicionada
La probabilitat condicionada és la probabilitat que hi hagi un succés A, sabent que també succeeix un altre succés B. La probabilitat condicional s'escriu P(A|B), i es llegeix «la probabilitat de A donada B».
No cal que existeixi una relació causal o temporal entre A i B. A pot precedir en el temps a B, succeir-lo o poden ser simultanis. A pot causar B, viceversa o poden no tenir relació causal. Les relacions causals o temporals són nocions que no pertanyen a l'àmbit de la probabilitat. Poden desenvolupar un paper o no depenent de la interpretació que es doni als successos.
El condicionament de probabilitats pot aconseguir-se aplicant el teorema de Bayes.

## Definició
Donat un espai de probabilitat {\displaystyle (\Omega ,{\mathcal {F}},\mathbb {P} )} i dos successos {\displaystyle A,B\in {\mathcal {F}}} amb {\displaystyle P(B)>0}, la probabilitat condicional de A donada B està definida com:

es pot interpretar com, agafant el mons on B es compleix, la fracció en el que també es compleixi A.

{\displaystyle P(A\mid B)={\frac {P(A\cap B)}{P(B)}}.}

## Interpretació
{\displaystyle P(A\mid B)} es pot interpretar com, agafant els mons en què B es compleix, la fracció en els que també es compleix A. Si el succés B és, per exemple, tenir grip, i el succés A és tenir mal de cap, {\displaystyle P(A\mid B)} seria la probabilitat de tenir mal de cap quan es té la grip.
Gràficament, si s'interpreta l'espai de la il·lustració com l'espai de tots els mons possibles, A serien els mons en el que es té mal de cap i B, l'espai on es té la grip. La zona verda de la intersecció representaria els mons en què es té la grip i el mal de cap {\displaystyle P(A\cap B)}. En aquest cas {\displaystyle P(A\mid B)}, és a dir, la probabilitat que algú tingui mal de cap sabent que té la grip, seria la proporció de mons amb grip i mal de cap (color verd) de tots els mons amb grip: l'àrea verda dividida per l'àrea de B. Com que l'àrea verda representa {\displaystyle P(A\cap B)} i l'àrea B representa {\displaystyle P(B)}, formalment s'ha de:
{\displaystyle P(A\mid B)={\frac {P(A\cap B)}{P(B)}}.}

## Propietats

La proporció de zona verda dins de B és la mateixa que la de A en tot l'espai i, de la mateixa forma, la proporció de la zona verda dins de A és la mateixa que la de B en tot l'espai. Són successos independents.

1. {\displaystyle P(A\mid B)+P({\bar {A}}\mid B)=1}
2. {\displaystyle B\subseteq A\to P(A\mid B)=1}
3. {\displaystyle P(A)=P(A\mid B)\cdot P(B)+P(A\mid {\bar {B}})\cdot P({\bar {B}})}

Però NO és cert que {\displaystyle P(A\mid B)+P(A\mid {\bar {B}})=1}

## Independència de successos
Dos successos aleatoris {\displaystyle A} i {\displaystyle B} són independents si i només si:
{\displaystyle P(A\cap B)\ =\ P(A)P(B).}
O sigui, que si {\displaystyle A} i {\displaystyle B} són independents, la seva probabilitat conjunta, {\displaystyle P(A\cap B)}, que també s'escriu {\displaystyle P(A,B)}, pot ser expressada com el producte de les probabilitats individuals.
Equivalentment:
{\displaystyle P(A|B)\ =\ P(A)}
{\displaystyle P(B|A)\ =\ P(B).}
En altres paraules, si {\displaystyle A} i {\displaystyle B} són independents, la probabilitat condicional de {\displaystyle A} donada {\displaystyle B} és simplement la probabilitat de {\displaystyle A}, i viceversa.

## Exclusivitat mútua

Els conjunts A i B no intersequen. Són mútuament excloents.

Dos successos A i B són mútuament excloents si i només si
{\displaystyle A\cap B=\emptyset }. Llavors,
{\displaystyle P(A\cap B)=0}.
A més, si
{\displaystyle P(B)>0} llavors
{\displaystyle P(A\mid B)} és igual a 0.

## La fal·làcia de la probabilitat condicional
La fal·làcia de la probabilitat condicional es basa a assumir que P(A|B) és quasi igual a P(B|A). El matemàtic John Allen Paulos analitza en el seu llibre L'home anumèric aquest error molt comú comès per persones que desconeixen la probabilitat.
La veritable relació entre P(A|B) i P(B|A) és la següent:
{\displaystyle P(B\mid A)=P(A\mid B)\cdot {\frac {P(B)}{P(A)}}} (Teorema de Bayes)

## Problemes d'exemple

### La paradoxa del fals positiu
La magnitud d'aquest problema és la millor entesa en termes de probabilitats condicionals. Suposem un grup de persones, de les quals l'1% pateix una certa malaltia, i la resta està bé. Escollint un individu a l'atzar:
{\displaystyle P(malalt)=1\%=0.01} i {\displaystyle P(sa)=99\%=0.99}
Suposem que aplicant una prova a una persona que no té la malaltia, hi ha una possibilitat de l'1% d'aconseguir un fals positiu, això és:
{\displaystyle P(positiu|sa)=1\%} i {\displaystyle P(negatiu|sa)=99\%}
Finalment, suposem que aplicant la prova a una persona que té la malaltia, hi ha una possibilitat de l'1% d'un fals negatiu, això és:
{\displaystyle P(negatiu|malalt)=1\%} i {\displaystyle P(positiu|malalt)=99\%}
Ara, hom pot calcular el següent:
- La fracció d'individus al grup que estan sans i donen negatiu:

{\displaystyle P(sa\cap negatiu)=P(sa)\times P(negatiu|sa)=99\%\times 99\%=98.01\%}
- La fracció d'individus al grup que estan malalts i donen positiu:

{\displaystyle P(malalt\cap positiu)=P(malalt)\times P(positiu|malalt)=1\%\times 99\%=0.99\%}
- La fracció d'individus al grup que donen fals positiu:

{\displaystyle P(sa\cap positiu)=P(sa)\times P(positiu|sa)=99\%\times 1\%=0.99\%}
- La fracció d'individus al grup que donen fals negatiu:

{\displaystyle P(malalt\cap negatiu)=P(malalt)\times P(negatiu|malalt)=1\%\times 1\%=0.01\%}
- La fracció d'individus al grup que donen positiu:

{\displaystyle P(positiu)=P(sa\cap positiu)+P(malalt\cap positiu)=0,99\%+0,99\%=1.98\%}
- La probabilitat que un individu tingui realment la malaltia, donat un resultat de la prova positiu:

{\displaystyle P(malalt|positiu)={\frac {P(malalt\cap positiu)}{P(positiu)}}={\frac {0.99\%}{1.98\%}}=50\%}
En aquest exemple hauria de ser fàcil veure la diferència entre les probabilitats condicionades P(positiu|malalt), que és del 99%, i P(malalt|positiu), que és del 50%. La primera és la probabilitat que un individu malalt doni positiu a la prova, i la segona és la probabilitat que un individu que doni positiu a la prova, tingui realment la malaltia. Amb els nombres escollits aquí, aquest últim resultat probablement seria considerat inacceptable: la meitat de la gent que dona positiu, en realitat està sana.
La probabilitat de tenir una malaltia rara és de 0,001: {\displaystyle P(malalt)=0,001}
La probabilitat que quan el pacient està malalt s'encerti el diagnòstic és de 0.99: {\displaystyle P(positiu|malalt)=0,99}
La probabilitat de fals positiu és de 0,05: {\displaystyle P(positiu|sa)=0,05}
Pregunta: Em diuen que he donat positiu, quina probabilitat hi ha que tingui la malaltia?
{\displaystyle P(malalt|positiu)={\frac {P(malalt)\times P(positiu|malalt)}{P(positiu)}}}
{\displaystyle P(malalt|positiu)=P(malalt)\times {\frac {P(positiu|malalt)}{P(malalt)\times P(positiu|malalt)+P(sa)\times P(positiu|sa)}}}
{\displaystyle P(malalt|positiu)={\frac {0,001\times 0,99}{0,001\times 0,99+0,999\times 0,05}}=0,019=1,9\%}